# ICCV

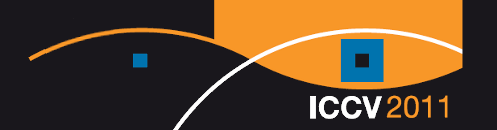
Logo der ICCV 2011

ICCV (engl. International Conference on Computer Vision) ist eine Internationale Konferenz für Computer Vision, die alle 2 Jahre durch das IEEE organisiert wird.
Sie wird als Spitzenkonferenz der Bildverarbeitung betrachtet, und hat ein 'A+' Rating in dem Australian Ranking of ICT Conferences. Die Akzeptanzrate für die ICCV liegt bei ungefähr 20 %, wobei ca. 4 % für Vorträge zugelassen werden.

## Auszeichnungen
Das beste Paper der Konferenz wird mit dem Marr Prize (nach David Marr) ausgezeichnet, der einen der höchsten Preise für Forscher der Bildverarbeitung darstellt.
Der Azriel Rosenfeld Award, oder Azriel Rosenfeld Life Time Achievement Award wurde im Jahr 2007 in Rio de Janeiro gegründet.
Preisträger:
- 2007 Takeo Kanade (Carnegie Mellon University)
- 2009 Berthold K. P. Horn (MIT)
- 2011 Thomas Huang (UIUC)
- 2013 Jan Koenderink
- 2015 Olivier Faugeras
- 2017 Tomaso Poggio
- 2019 Shimon Ullman
- 2021 Ruzena Bajcsy
- 2023 Edward Adelson

## Konferenzen
- ICCV 2025, Honolulu (Hawaii), USA
- ICCV 2023, Paris, Frankreich
- ICCV 2021, Virtual
- ICCV 2019, Seoul, Korea
- ICCV 2017, Venedig, Italien
- ICCV 2015, Santiago de Chile, Chile
- ICCV 2013, Sydney, Australien.[4]
- ICCV 2011, Barcelona, Spanien[5]
- ICCV 2009, Kyōto, Japan.[6]
- ICCV 2007, Rio de Janeiro, Brasilien
- ICCV 2003, Nizza, Frankreich[7]
- ICCV 2001, Vancouver, Kanada
- ICCV 1999, Korfu, Griechenland
- ICCV 1998, Mumbai, Indien
- ICCV 1995, Boston (Massachusetts), USA
- ICCV 1987, London, UK